# Адолф X (Шаумбург)
Адолф X (XII) фон Шаумбург (на немски: Adolf X (XII) von Schaumburg; * 1419; † 24 май 1474) е граф на Холщайн-Пинеберг (1464 – 1474).
Той е най-възрастният син на граф Ото II фон Шауенбург (1400 – 1464) и съпругата му графиня Елизабет фон Хонщайн (ок. 1400 – 1468), дъщеря на граф Ернст II фон Хонщайн-Клетенберг (ок. 1370 – 1426) и Анна София фон Щолберг († 1436).
Брат е на Ерих (1420 – 1492), Ото III (1426 – 1510), Антониус (1439 – 1526), Йохан IV (1449 – 1527), Ернст I (1430 – 1471), от 1458 г. епископ на Хилдесхайм, Хайнрих III († 1508), от 1473 г. епископ на Минден. Сестрите му са: Анна († 1495), омъжена 1450/1452 за граф Бернхард VII фон Липе († 1511), и Матилда († 1468), омъжена 1463 за херцог Бернхард II фон Брауншвайг-Люнебург († 1464) и 1466 за херцог Вилхелм фон Брауншвайг-Волфенбютел († 1482).
Адолф X се жени ок. 1459 за графиня Ирмгард (Ерменгард) фон Хоя (* 23 ноември 1414; † ок. 1481), дъщеря на граф Ото V фон Хоя (ок. 1410 - 1455) и Аделхайд фон Ритберг († 1459). Бракът е бездетен.
Адолф XII управлява заедно с брат си Ерих от 1464 до 1474 г. Холщайн-Пинеберг и графството Шауенбург. По време на общорт управление на двамата братя започва на местото на стария замък строежът на дворец в Пинеберг.